# Рип ван Винкль
«Рип ван Винкль» (англ. Rip Van Winkle) — рассказ фантастического содержания американского писателя Вашингтона Ирвинга, написанный в 1819 году. Главный герой — Рип ван Винкль, житель деревушки близ Нью-Йорка, проспавший 20 лет в Катскильских горах и спустившийся оттуда, когда все его знакомые умерли. Этот персонаж стал символом отставшего от времени человека,  проспавшего полжизни.

## Сюжет
У отрогов Аппалачей — Каатскильских гор — в бассейне реки Гудзон была расположена старинная деревушка, основанная голландскими переселенцами в самую раннюю пору колонизации. В первой половине XVIII века, когда этот край ещё был британской провинцией, жил в ней добродушный малый по имени Рип ван Винкль. Он был добрым подданным британского короля Георга III. Все соседи его любили, но жена у него была сварливой.
Она доставала мужа даже в «своеобразном мужском клубе», располагавшемся в тени деревьев у входа в деревенский кабачок, где он любил проводить время в праздных беседах с друзьями. Единственной возможностью главного героя уединиться от жены, чтобы не слышать её брани, была охота.
Однажды в погожий осенний день в начале 1760-х годов Рип отправился с мушкетом и собакой по кличке Волк на охоту на самую высокую гору. Когда он собирался возвращаться домой, его окликнул какой-то старик. Удивлённый, что в таком пустынном месте оказался человек, главный герой поспешил на помощь. Старик был одет в старинный голландский камзол и нёс на плечах бочонок — очевидно, с голландской водкой. Рип помог ему подняться по склону, и всю дорогу старик молчал.
Пройдя ущелье, они вышли в лощину, похожую на маленький амфитеатр. Посередине на гладкой площадке странная компания играла в кегли. Все игроки были одеты так же, как и старик, и напомнили Рипу картину фламандского художника, висевшую в гостиной деревенского пастора. Хотя они развлекались, их лица хранили суровое выражение. Все молчали, и только стук шаров нарушал тишину. Старик стал разливать водку по большим кубкам и знаком показал главному герою, что их следует поднести играющим. Те выпили и вернулись к игре. Рип тоже не удержался и выпил несколько кубков водки. Его сознание затуманилась, и он крепко уснул.

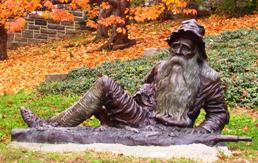
Статуя Рипа Ван Винкля в Эрвингтоне, Нью-Йорк (город, названный в честь Вашингтона Ирвинга), недалеко от Саннисайда, последнего дома Ирвинга, в Тарритауне

После угощения в горах Рип проснулся на том же бугре, с которого вечером впервые заметил старика. Было утро. Он стал искать ружьё, но вместо нового дробовика обнаружил рядом какой-то изрядно проржавевший кремнёвый мушкет. Главный герой подумал, что недавние игроки сыграли с ним злую шутку и, напоив водкой, подменили его ружьё, кликнул собаку, но она исчезла. Тогда Рип решил посетить место вчерашней забавы и потребовать с игроков ружьё и собаку. Поднявшись на ноги, он почувствовал ломоту в суставах и заметил, что ему недостаёт былой подвижности.
Когда главный герой дошёл до тропинки, по которой накануне вместе со стариком поднимался в горы, на её месте тёк горный поток, а когда он с трудом добрался до того места, где был проход в «амфитеатр», то на его пути встали отвесные скалы. Рип решил вернуться домой. Подходя к родной деревне, он встретил несколько совершенно незнакомых ему людей в странных одеждах. Деревня тоже заметно переменилась — она разрослась и стала многолюднее. Вокруг не было ни одного знакомого лица, и все удивлённо смотрели на главного героя. Проведя рукой по подбородку, последний обнаружил, что превратился в старого деда, и у него выросла длинная седая борода.
Когда он подошёл к своему дому, то увидел, что тот почти развалился. В доме было пусто. Рип направился к кабачку, где обычно собирались деревенские «философы» и бездельники, но на месте этого кабачка стояла гостиница Джонатана Дулитля «Союз». Главный герой посмотрел на вывеску и увидел, что изображённый на ней король Георг III тоже изменился: его портрет превратился в принадлежащий Джорджу Вашингтону. Получается, что лоялист Рип проспал в горах 20 лет, а проснулся в разгар Войны за независимость.
Перед гостиницей толпился народ. Все слушали тощего субъекта, который разглагольствовал о гражданских правах, о выборах, о членах Конгресса, о героях 1776 года. и о прочих вещах, совершенно неизвестных Рипу. У последнего спросили, федералист он или демократ. Он ничего не понимал. Человек в треуголке строго спросил, по какому праву Рип явился на выборы с оружием. Его собеседник стал объяснять, что он — местный житель и верный подданный своего короля, но в ответ раздались крики:
 Тори! Тори! Шпион! Эмигрант! Держи его! Долой! 
Рип начал смиренно доказывать, что ничего плохого не замышлял и просто хотел повидать кого-нибудь из соседей, обычно собирающихся у кабачка. Его попросили назвать их имена. Почти все, кого назвал Рип, давно умерли. Он вскричал:
 Неужели никто не знает тут Рипа ван Винкля? 
Ему показали на человека, стоявшего у дерева. Он был как две капли воды похож на Рипа, каким тот был, отправляясь в горы. Вконец главный герой растерялся: кто же тогда он сам? И тут к нему подошла молодая женщина с ребёнком на руках. Её внешность показалась Рипу знакомой. Он спросил, как её зовут и кто её отец. Она рассказала, что её зовут Джудит Гарденир. Её отца, как и ее брата, звали Рипом ван Винклем, вот уже двадцать лет, как он ушёл из дому с ружьём на плече и пропал.
Главный герой спросил свою дочь с опаской, где её мать. Оказалось, что она (то есть госпожа ван Винкль) недавно умерла, потому что поругалась с коробейником из Новой Англии, и у неё лопнула жила. У Рипа отлегло от сердца: он очень боялся, что жена устроит ему взбучку. Главный герой обнял свою дочь. Все удивлённо смотрели на него. Наконец нашлась старушка, которая его узнала, и жители деревни поверили, что перед ними действительно Рип ван Винкль, а стоящий под деревом его тёзка — его сын.
Джудит поселила своего старого отца у себя. Последний рассказывал каждому новому постояльцу гостиницы свою историю, и вскоре вся округа уже знала её наизусть. Кое-кто не верил Рипу-старшему, но старые голландские колонисты до сих пор, слыша раскаты грома со стороны Каатскильских гор, уверены, что это Гендрик Гудзон и его команда играют в кегли. И все местные мужья, которых притесняют жёны, мечтают испить забвения из кубка Рипа ван Винкля-старшего.

## Происхождение сюжета
Сюжет о волшебном необъяснимом сне и последующем пробуждении через много лет использовался неоднократно во многих фольклорах мира:
- В Вавилонском Талмуде приводится еврейский рассказ о том, как иудейский законоучитель Хони Ха-Меагель заснул чудесным сном после того, как спросил человека, зачем тот сажает рожковое дерево, начинающее плодоносить лишь через 70 лет, хотя не увидит его плоды. Проснувшись через 70 лет, он нашёл плодоносящее древо и обнаружил, что у него уже есть внук, но никто не верил, когда Хони Ха-Меагель говорил, кто он и что с ним случилось.
- В книге Диогена Лаэртского «О жизни, учениях и изречениях знаменитых философов» юный Эпименид был отправлен отцом на поиски пропавшей овцы. В полдень Эпименид решил отдохнуть, прилёг в придорожной роще и, заснув, проспал 57 лет. Проснулся он стариком, но поначалу не сознавал этого, поскольку ему показалось, что проспал он совсем немного. Вернувшись в родной город Кносс, Эпименид увидел, что всё изменилось. Когда он пришёл в свой прежний дом, ему навстречу вышли незнакомые ему люди. Лишь отыскав среди них своего младшего брата, тоже уж старика, Эпименид понял, что к чему. С тех пор греки считали его любимцем богов.
- В христианском Предании существует история о семи христианских юношах-мучениках из Эфеса, гонимых римлянами за свою веру, которые заснули в пещере, скрываясь от преследователей. Проснувшись более чем через 100 лет, они увидели, что христианство стало официальной религией Империи. Эта же легенда воспроизводится в Коране, в суре Аль-Кахф: несколько праведных почитателей Единого Бога (Сура Аль-Кахф) пробыли в пещере свыше 300 лет, спасаясь от преследовавшего их правителя. Ирвинг, написавший биографию пророка Мухаммеда, наверняка знал и эту легенду.
- Древняя китайская легенда повествует о дровосеке, который наблюдал высоко в горах за старцами, играющими в го. Засмотревшись, он впал в транс, а проснувшись, обнаружил, что оброс длинной бородой, а его топор пустил корни.

К непосредственным источникам произведения Ирвинга могут относиться немецкие легенды на этот сюжет: «Питер Клаус, пастух» в обработке Иоганна Карла Кристофа Нахтигаля[en] и «Карл Катц», приписываемая братьям Гримм (в последней главный герой встречает гномов, играющих на горном лугу в кегли, — те дают ему зелье, усыпляющее Карла на 100 лет, преподавая ему, таким образом, урок за лень).

## В искусстве

### Кино
- В 1896 году на студии Томаса Эдисона была снята целая серия из нескольких фильмов о Рипе ван Винкле.
- Фильм «Рип ван Вейк» (Rip van Wyk, ЮАР, 1960, режиссёр Джейми Уйс) является фантазией на тему истории Рипа ван Винкля, однако в отличие от оригинала, герой, оказавшись в ЮАР 1950-х гг., добровольно возвращается в 19 век в Бурскую республику к любимой, поскольку напиток таинственного незнакомца имеет свойство телепортировать как в прошлое, так и в будущее.
- Во 2 серии 3 сезона американского телесериала «Доктор Хаус» доктор Кадди описывает Грегори Хаусу выздоровление пациента после укола кортизола:

«Всего один укол кортизола, и он проснулся, как Рип ван Винкль». (англ. «I gave him one shot of cortisol and he woke up like Rip Van Winkle».)
- В 10 серии 3 сезона американского телесериала «Грань» агент ФБР Оливия Данэм в разговоре с Питером Бишопом произносит фразу:

«Знаешь, я чувствую себя Рипом ван Винклем».
- В сериале «Сумеречная зона» (1959-64) 24 серия 2-го сезона называется «Скачок Рипа ван Винкля» (вариант перевода — «Когда спящие просыпаются»).
- В честь него названы два персонажа мультсериала No Evil об ацтекских и прочих американских божествах — кролик Рип и рысь Винкль.
- В фильме «Армия тьмы» главный герой в конце засыпает в средневековье и просыпается в наше время (или несколько позже — в оригинальной концовке).
- В 3 серии 12 сезона сериала «Сверхъестественное» Мэри Винчестер, воскресшая спустя 33 года, сравнивает себя с Рипом ван Винклем.
- В 8 серии 7 сезона сериала «Однажды в сказке» (англ. Once upon a time) Румпельштильцхен, пытаясь скрыть от Реджины Миллс/Рони факт того, что он уже не под действием заклятия, намеренно путает себя с Рип ван Винклем, о чём Рони ему и говорит.
- В 5 серии 1 сезона сериала «Касл-Рок» (англ. Castle Rock), сценарий которого основан на произведениях Стивена Кинга, бывший шериф Алан Пэнгборн (Alan Pangborn) называет парня, которого держал в клетке бывший начальник тюрьмы Дэйл Лэйси (Dale Lacy), Рипом ван Винклем.
- В 6 серии 4 сезона классического «Доктора Кто» один из персонажей упоминает Рип ван Винкля.

«О, да вы у нас сам Рип Ван Винкель»

### Музыка
- Упоминается в песне Юрия Кукина «Осенняя композиция» (1966):

Я снова иду по земле людей,

Добрей стал, а кожа — грубей.

Я Рип ван Винкль, сто лет спал нигде —

Пустите меня к себе!

- Упоминается в песнях группы Соломенные еноты «Never…» и «Обладать и принадлежать».
- Песня «R.I.P. Van Winkle’s Pipe Dream» группы Changes посвящена Рипу Ван Винклю.

### Другое
- Именем Рипа ван Винкля назван мост через Гудзон[англ.] в штате Нью-Йорк.
- В компьютерной игре Red Dead Redemption 2 персонаж Джон Марстон пользуется псевдонимом «Рип ван Винкль» во время пребывания в Клементс-Поинте.
- В Аниме "Хеллсинг" Рип ван Винкль зовут вампиршу вооружённую мушкетом с волшебными пулями.